# Copa Catalunya de futbol masculina 2007-2008
En la Copa de Catalunya 2007-2008, el FC Barcelona, el RCD Espanyol i el Gimnàstic de Tarragona juguen directament les semifinals. El quart semifinalista és el guanyador de la fase prèvia.

## Primera ronda
- Roquetenc 0-2 Rapitenca
- Benavent 0-2 Lleida
- Mollerussa 1-3 Balaguer
- Amer 1-2 Peralada
- Olesa 0-2 Manresa
- San Cristobal 1-1 Terrassa*
- Blanes 0-1 Mataró
- Premià 2-0 Masnou
- Castelldefels 2-2 Vilanova*
- Prat 3-1 Santboià
- Plegamans 2-5 Gramenet
- Europa 0-1 Sant Andreu
- Ripollet 2-0 Badalona

## Semi-finals
| 18 d'agost 2007                   |                  |                            |                                             |
| Gimnàstic de Tarragona            | 2 - 2 (pen. 3-0) | RCD Espanyol               | Nou Municipal, Palamós Àrbitre: Vico Moreno |
| 64. Antonio López 73. Óscar Rubio |                  | 52. Juanma 87. José Zamora | Nou Municipal, Palamós Àrbitre: Vico Moreno |

Llançaments de penals: Pinilla (0-1), Soriano (fallat), Maldonado (fallat), Jordi Gómez (fallat), Óscar López (0-2), Javi Márquez (fallat), Tortolero (0-3).
Gimnàstic de Tarragona: Roberto Jiménez; Òscar López, Daniel Tortolero, David Abraham, Carles Mingo (82. Federico Bessone); Abel Buades (74. Sébastien Chabaud), David Sánchez (62. Antoni Pinilla), Óscar Rubio; Jandro (82. David Medina), Antonio López (86. Nano González) i Maldonado.
RCD Espanyol: Iñaki Lafuente; Toni Lao, Albert Serrán, Jesús Mari Lacruz, Francisco Javier Chica (66. Clemente Rodríguez); Jordi Gómez, Juanma (57. José Zamora), Sergio Sánchez (84. Miquel Palanca), Moha (74. Javier Márquez); Jonathan Soriano i Valdo (74. Marc Pedraza).
| 5 de setembre 2007        |       |                                                                 |                                               |
| Girona FC                 | 2 - 3 | FC Barcelona                                                    | Nou Municipal, Palamós Àrbitre: Pérez Fuentes |
| 61. Chechu Flores 65. Uri |       | 67. Migue (pròpia porta) 70. Santiago Ezquerro (p) 74. Sylvinho | Nou Municipal, Palamós Àrbitre: Pérez Fuentes |

Girona FC: Rafa Ponzo; David Sánchez, Rengel, Dot (46. Raset), Migue, Chechu Flores (65. Xumetra), Matamala, Santi Asensio (46. Eloi Amagat), Larios, Arnal i Jito (46. Uri).
FC Barcelona: Albert Jorquera; David Córcoles (46. Alberto Botía), Rafael Márquez, Oleguer Presas, Sylvinho; Marc Crosas, Dimas Delgado (46. Gai Assulin), Xavi Torres (36. Thiago Alcántara); Jeffrén Suárez (73. Daniel Toribio), Santiago Ezquerro i José Emilio Guerra (36. Víctor Vázquez).

## Final
| Club Gimnàstic de Tarragona | 2 - 1 | FC Barcelona       |
| --------------------------- | ----- | ------------------ |
| Pinilla 55' · Maldonado 80' | [ 1 ] | Víctor Vázquez 50' |

| Gimnàstic | Barcelona |

| PO          |  | Juanmi García       |  |     |
|             |  | Òscar Rubio         |  |     |
|             |  | David Abraham       |  |     |
|             |  | Pedro Mairata       |  |     |
|             |  | Óscar López         |  |     |
|             |  | Sébastien Chabaud   |  |     |
|             |  | David Sánchez       |  |     |
|             |  | Alejandro Campano   |  | 56' |
|             |  | Antoni Pinilla      |  |     |
|             |  | Gorka de Carlos     |  |     |
|             |  | Antonio Calle       |  | 56' |
| Substituts: |  |                     |  |     |
|             |  | Miku Fedor          |  | 56' |
|             |  | Francisco Maldonado |  | 56' |
| Entrenador: |  |                     |  |     |
| Javi López  |  |                     |  |     |

| PO             |  | Albert Jorquera   |     |     |
|                |  | David Córcoles    |     | 46' |
|                |  | Alberto Botía     |     |     |
|                |  | Oleguer Presas    |     |     |
|                |  | Sylvinho Mendes   |     |     |
|                |  | Dimas Delgado     |     |     |
|                |  | Marc Crosas       |     |     |
|                |  | Thiago Alcântara  |     | 63' |
|                |  | Jeffrén Suárez    |     |     |
|                |  | Víctor Vázquez    |     | 77' |
|                |  | Santiago Ezquerro |     |     |
| Substituts:    |  |                   |     |     |
|                |  | Fali Romero       | 73' | 46' |
|                |  | Abraham González  |     | 63' |
|                |  | Pedro Rodríguez   |     | 77' |
| Entrenador:    |  |                   |     |     |
| Frank Rijkaard |  |                   |     |     |